# Золотий м'яч 1997
«Золотий м'яч 1997»

23 грудня 1997
Найкращий футболіст в Європі: 
 Роналду
 (вперше)

← 1996 * Золотий м'яч * 1998 →
Золотий м'яч 1997 року — 42-ге щорічне вручення нагороди найкращому футболісту європейського клубу (незалежно від національності), за підсумками опитування від журналу «Франс Футбол».

## Процедура голосування
Починаючи з 1995 року в число претендентів на «Золотий м'яч» входили, не тільки представники Європи, але й інших континентів, які виступали у європейських чемпіонатах. Перед проведенням опитування журналістами «Франс Футбол» був складений попередній список із 50 претендентів на нагороду.
В опитуванні взяли участь представники 51 футбольної асоціації УЄФА, зокрема: Австрії, Андорри, Азербайджану, Албанії, Англії, Бельгії, Білорусі, Болгарії, Боснії, Вірменії, Греції, Грузії, Данії, Естонії, Ізраїля, Ірландії, Ісландії, Іспанії, Італії, Кіпру, Латвії, Ліхтенштейну, Литви, Люксембургу, Македонії, Мальти, Молдови, Нідерландів, Німеччини, Норвегії, Північної Ірландії, Польщі, Португалії, Румунії, Росії, Сан-Марино, Словаччини, Словенії, Туреччини, Угорщини, Уельсу, України, Фарерських островів, Фінляндії, Франції, Хорватії, Чехії, Швейцарії, Швеції, Шотландії та Югославії. 
Від України анкету заповнював журналіст газети «Команда» Овдій Піналов.
Кожен із членів журі обирав п'ятьох футболістів, які, на його думку, є найкращими гравцями Європи. За перше місце нараховували 5 очок, за друге — чотири, за третє — три, за четверте — два, за п'яте — одне очко. Переможець максимально міг отримати 255 очок.
Результати голосування були опубліковані 23 грудня 1997 року в журналі France Football (№ 2698).

## Підсумки голосування
Переможцем опитування став 21-річний бразильський нападник клубу «Інтернаціонале» Роналду. Це перший із двох «Золотих м'ячів» виграних Роналду. 
Бразилець став наймолодшим володарем «Золотого м'яча» перевершивши попереднє досягнення Джорджа Беста, який переміг у віці 22 років у 1968 році.
У 1997 році Роналду виділявся не тільки вмінням забивати ефектні голи, але й завоював ряд трофеїв, зокрема: у складі збірної Бразилії він став переможцем «Копа Америка» та найкращим гравцем турніру, у складі іспанської «Барселони» — володарем Кубка кубків та Кубка Іспанії, а також найкращим бомбардиром чемпіонату Іспанії.
Роналду став першим бразильським футболістом в історії, а також другим, після Джорджа Веа (1995), неєвропейцем, який виграв «Золотий м'яч».
| Місце | Гравець               | Клуб                             | Країна     | Очки | %      | Місця | Місця | Місця | Місця | Місця | К-ть голосів |
| Місце | Гравець               | Клуб                             | Країна     | Очки | %      | 1-ше  | 2-ге  | 3-тє  | 4-те  | 5-те  | К-ть голосів |
| ----- | --------------------- | -------------------------------- | ---------- | ---- | ------ | ----- | ----- | ----- | ----- | ----- | ------------ |
| 1     | Роналду               | Барселона Інтер                  | Бразилія   | 222  | 87.1 % | 38    | 5     | 4     |       |       | 47           |
| 2     | Предраг Міятович      | Реал Мадрид                      | Югославія  | 68   | 26.7 % | 2     | 10    | 4     | 2     | 2     | 20           |
| 3     | Зінедін Зідан         | Ювентус                          | Франція    | 63   | 24.7 % | 2     | 3     | 9     | 6     | 2     | 22           |
|       |                       |                                  |            |      |        |       |       |       |       |       |              |
| 4     | Денніс Бергкамп       | Арсенал (Лондон)                 | Нідерланди | 57   | 22.4 % | 2     | 8     | 3     | 1     | 4     | 18           |
| 5     | Роберто Карлос        | Реал Мадрид                      | Бразилія   | 47   | 18.4 % | 2     | 4     | 2     | 7     | 1     | 16           |
| 6     | Андреас Меллер        | Боруссія (Дортмунд)              | Німеччина  | 40   | 15.7 % | 1     | 5     | 2     | 3     | 3     | 14           |
| 7     | Рауль                 | Реал Мадрид                      | Іспанія    | 35   | 13.7 % |       | 5     | 3     | 2     | 2     | 12           |
| 8     | Петер Шмейхель        | Манчестер Юнайтед                | Данія      | 19   | 7.5 %  |       |       | 4     | 2     | 3     | 9            |
| 9     | Маттіас Заммер        | Боруссія (Дортмунд)              | Німеччина  | 16   | 6.3 %  | 1     | 2     | 1     |       |       | 4            |
| 9     | Крістіан В'єрі        | Атлетіко (Мадрид)                | Італія     | 16   | 6.3 %  |       |       | 2     | 3     | 4     | 9            |
|       |                       |                                  |            |      |        |       |       |       |       |       |              |
| 11    | Юрій Джоркаєфф        | Інтер                            | Франція    | 15   | 5.9 %  | 1     |       | 2     | 1     | 2     | 6            |
| 11    | Юрген Колер           | Боруссія (Дортмунд)              | Німеччина  | 15   | 5.9 %  |       | 1     | 2     | 2     | 1     | 6            |
| 13    | Луїс Енріке           | Барселона                        | Іспанія    | 14   | 5.5 %  |       | 1     | 2     | 1     | 2     | 6            |
| 14    | Луїш Фігу             | Барселона                        | Португалія | 12   | 5.5 %  |       | 1     | 1     | 2     | 1     | 5            |
| 15    | Джанфранко Дзола      | Челсі                            | Італія     | 11   | 4.3 %  | 1     |       |       | 2     | 2     | 5            |
| 15    | Красимир Балаков      | Штутгарт                         | Болгарія   | 11   | 4.3 %  |       | 1     | 1     | 1     | 2     | 5            |
| 17    | Дідьє Дешам           | Ювентус                          | Франція    | 10   | 3.9 %  |       | 2     |       |       | 2     | 4            |
| 17    | Кларенс Зеєдорф       | Реал Мадрид                      | Нідерланди | 10   | 3.9 %  |       | 1     | 1     | 1     | 1     | 4            |
| 17    | Фернандо Єрро         | Реал Мадрид                      | Іспанія    | 10   | 3.9 %  |       | 1     | 1     | 1     | 1     | 4            |
| 20    | Алессандро Дель П'єро | Ювентус                          | Італія     | 9    | 3.5 %  | 1     |       |       | 2     |       | 3            |
| 20    | Алан Ширер            | Ньюкасл                          | Англія     | 9    | 3.5 %  |       |       | 2     | 1     | 1     | 4            |
| 20    | Девід Бекхем          | Манчестер Юнайтед                | Англія     | 9    | 3.5 %  |       |       | 1     | 2     | 2     | 5            |
| 23    | Габрієль Батістута    | Фіорентіна                       | Аргентина  | 7    | 2.7 %  |       |       |       | 2     | 3     | 5            |
| 24    | Олаф Тон              | Шальке 04                        | Німеччина  | 6    | 2.4 %  |       | 1     |       | 1     |       | 2            |
| 25    | Жуніньйо              | Атлетіко (Мадрид)                | Бразилія   | 5    | 2 %    |       |       | 1     | 1     |       | 2            |
| 25    | Паулу Соза            | Боруссія (Дортмунд)              | Португалія | 5    | 2 %    |       |       |       | 2     | 1     | 3            |
| 25    | Ліліан Тюрам          | Парма                            | Франція    | 5    | 2 %    |       |       |       | 1     | 3     | 4            |
| 28    | Раян Гіггз            | Манчестер Юнайтед                | Уельс      | 4    | 1.6 %  |       |       |       | 2     |       | 2            |
| 29    | Олівер Біргофф        | Удінезе                          | Німеччина  | 3    | 1.2 %  |       |       | 1     |       |       | 1            |
| 29    | Анджело Перуцці       | Ювентус                          | Італія     | 3    | 1.2 %  |       |       | 1     |       |       | 1            |
| 29    | Раї                   | ПСЖ                              | Бразилія   | 3    | 1.2 %  |       |       | 1     |       |       | 1            |
| 32    | Віктор Ікпеба         | Монако                           | Нігерія    | 2    | 0.8 %  |       |       |       |       | 2     | 2            |
| 33    | Лоран Блан            | Барселона Олімпік (Марсель)      | Франція    | 1    | 0.4 %  |       |       |       |       | 1     | 1            |
| 33    | Чіро Феррара          | Ювентус                          | Італія     | 1    | 0.4 %  |       |       |       |       | 1     | 1            |
| 33    | Рівалдо               | Депортіво (Ла-Корунья) Барселона | Бразилія   | 1    | 0.4 %  |       |       |       |       | 1     | 1            |
| 33    | Бент Скаммельсруд     | Русенборг                        | Норвегія   | 1    | 0.4 %  |       |       |       |       | 1     | 1            |

Крім того, 14 футболістів були номіновані, але не отримали жодного очка, зокрема: Сонні Андерсон, Енріко К'єза, Ернан Креспо, Іван де ла Пенья, Роббі Фаулер, Томас Гесслер, Томас Гельмер, Філіппо Індзагі, Джанлука Пальюка, Робер Пірес, Карл-Гайнц Рідле, Серхі, Давор Шукер та Іан Райт.

## Цікаві факти
- Розподіл по амплуа серед 36 футболістів згаданих в анкетах наступний: 2 воротарі, 6 захисників, 19 півзахисників та 9 нападників[3].
- Із 36 гравців згаданих в анкетах 29 представляли Європу, 6 — Південну Америку (у тому числі 5 — Бразилію) та один Африку.
- Роналду став 32-м футболістом володарем нагороди «Золотий м'яч».
- 47 з 51 респондента включили Роналду в свої анкети, 38 з них на перше місце. Лише представники Шотландії, Уельсу, Словаччини та Молдови не «помітили» бразильця[4].
- Представники Молдови поставили на 1-ше місце торішнього лаурета Маттіаса Заммера, який через травми зіграв протягом року лічені матчі.
- Роналдо переміг з рекордним показником за кількістю набраних очок — 222, але за показником можливої кількості очок — 87,06 % (222 із 255) його результат був лише 16-м на той час в історію проведення опитувань. Рекордсменом за відсотковим показником залишався Мішель Платіні, який у 1984 році набрав 98,46 % можливої кількості очок (128 зі 130).
- Роналду став першим представником Бразилії та Південної Америки (не враховуючи оріунді та гравців, які отримали громадянство однієї із країн Європи), який виграв «Золотий м'яч». Лідерами за кількістю трофеїв залишалися Німеччина та Нідерланди - по 7, у Франції було 5 нагород, Англії та Італії — по 4, в Іспанії та СРСР — по 3 нагороди.
- Роналду став лише другим, після Лотара Маттеуса (1990), володарем «Золотого м'яча» у складі «Інтера». Найбільше нагород було у «Мілана» та «Ювентуса» — по 6, у «Баварії» — 5, «Барселони» — 4, у «Манчестер Юнайтед» та мадридського «Реала» — по 3 нагороди.
- 36 згаданих в анкетах футболістів представляли 15 країн, з них найбільше було від Бразилії, Франції, Німеччини та Італії — по 5, Іспанії — 3, Англії, Португалії та Нідерландів — по 2 гравці.
- 12 років поспіль в заліку опитувань відсутні представники Угорщини, 10 років поспіль — Шотландії та Польщі.
- Представники Німеччини 41 рік поспіль згадувалися в анкетах респондентів. Усього за 42 роки вручення нагороди футболісти Німеччини згадувалися в анкетах хоча б одного разу у 41 опитуванні, італійські гравці згадувалися у 40 опитуваннях, футболісти Англії та Франції — у 37, Іспанії — у 35, Нідерландів та СРСР — у 29, Югославії — у 28, Швеції — у 27, Португалії — у 25, Бельгії — у 24, Шотландії — у 23, Болгарії — у 22, Данії — у 21, Угорщини — у 20 опитуваннях.
- Німецькі футболісти найчастіше потрапляли в загальний залік опитувань — 155 разів, італійські — 130, англійські — 110, французькі — 81, нідерландські — 73, радянські — 66, іспанські — 64, угорські — 50, югославські — 44, португальські — 43, шведські — 42, данські — 40 раз.
- Вчотирнадцяте лауреатом трофея став представник італійської першості. Італійський чемпіонат зміцнив лідерство за цим показником, у німецької першості було 9 трофеїв, в іспанської — 7, англійської — 4 трофеї.
- Всього в анкетах були згадані гравці з 19 клубів, серед них найбільше було представників «Ювентуса» та мадридського «Реала» — по 5, дортмундської «Боруссії» — 4, «Барселони» та «Манчестер Юнайтед» — по 3, «Інтернаціонале» та «Атлетіко» — по 2 гравці.
- Всього за 42 роки проведення опитувань в анкетах були згадані 539 футболістів зі 180 клубів. Футболісти «Ювентуса» були згадані хоча б одного разу у 32 опитуваннях, мадридського «Реала» — у 30 опитуваннях, «Барселони» — у 29, «Інтернаціонале» та «Мілана» — у 27, «Манчестер Юнайтед» — у 26, «Баварії» — у 25, «Аякса» — у 19, «Кельна» та «Тоттенгем Готспур» — у 17, «Фіорентіни», «Црвени Звезди», «Ліверпуля» та «Бенфіки» — у 15, празької «Дукли», «Гамбурга», «Олімпік» (Марсель) та київського «Динамо» — у 14 опитуваннях.
- Лідером за кількістю футболістів, які фігурували в опитуваннях щотижневика «Франс Футбол» був «Ювентус» — 34 гравці, мадридський «Реал» представляли 30 гравців, «Барселону» — 25, «Мілан» — 22, «Манчестер Юнайтед» — 21, «Аякс» — 18, «Інтернаціонале» — 17, «Кельн», «Баварію» та «Ліверпуль» — по 13, київське «Динамо» та марсельський «Олімпік» — по 12, «Бенфіку» — по 11, «Андерлехт» та «Црвену Звезду» — по 10 футболістів.
- Вперше в опитуваннях були згадані футболісти 2 клубів — «Удінезе» та «Русенборга». Загальна кількість клубів чиї представники потрапляли в загальний залік опитувань досягла 180.
- Вперше в анкетах респондентів були згадані 16 футболістів, серед них: Роберто Карлос, Крістіан В'єрі, Луїс Енріке, Кларенс Зеєдорф, Девід Бекхем, Ліліан Тюрам, Олівер Біргофф, а також майбутній володар трофея Рівалдо.
- Загалом 539 згаданих в анкетах гравців за історію проведення опитування представляли 39 країн. Лідерами за кількістю таких футболістів були Німеччина — 51, Англія та Італія — по 47 гравців. У десятку лідерів також входили Франція — 38, Іспанія — 32, Нідерланди та СРСР — по 29, Югославія — 24, Швеція — 21, Португалія — 19 гравців.
- Рекордсменами за кількістю попадань у заліки опитувань залишалися Франц Бекенбауер та Йоган Кройф — в обох по 12, у Еусебіу та Мішеля Платіні було 11 «номінацій», у Льва Яшина, Джанні Рівери, Герда Мюллера — по 10, у Боббі Чарлтона, Сандро Маццоли та Мікаеля Лаудрупа — було по 9 попадань у заліки опитувань.
- Лідером за кількістю потраплянь у чільну п'ятірку залишався Франц Бекенбауер — 10 разів, далі розташовувалися Мішель Платіні — 8, Йоган Кройф — 7, Еусебіу — 6, а також Карл-Гайнц Румменігге та Луїс Суарес — по 5 разів.
- Франц Бекенбауер також залишався лідером за кількістю потраплянь у 10-ку найкращих — 11 разів, за ним йшли Мішель Платіні та Йоган Кройф — по 9, Еусебіу, Джанні Рівера та Герд Мюллер — по 8, Боббі Чарлтон та Карл-Гайнц Румменігге — по 7 разів. Найбільше потраплять у чільну десятку серед діючих на той час футболістів мав Юрген Клінсманн — 6.